# Xylopia parviflora
Xylopia parviflora este o specie de plante angiosperme din genul Xylopia, familia Annonaceae. A fost descrisă pentru prima dată de Achille Richard, și a primit numele actual de la George Bentham. Conform Catalogue of Life specia Xylopia parviflora nu are subspecii cunoscute.